# Il Paese dei balocchi/Buon compleanno bambina
Il Paese dei balocchi/Buon compleanno bambina è un singolo scritto, composto e interpretato da Edoardo Bennato nel 1992.

## Storia
Con questa canzone il cantautore partenopeo partecipa in estate sia al Festivalbar (dove presenta anche l'album Il paese dei balocchi) che a Vota la voce di quell'anno. La canzone viene pubblicata sia nell'album di Edoardo Bennato intitolato appunto Il paese dei balocchi che nella compilation azzurra del Festivalbar. 
Della canzone è stato fatto un videoclip (diretto da Giacomo De Simone) e ha visto come protagonista femminile Fiorella Pierobon, all’epoca volto di Canale 5.

## Tracce
Testi e musiche di Edoardo Bennato.
1. Il paese dei balocchi
2. Buon compleanno bambina